# Promissio Carisiaca
La Promissio Carisiaca (nota anche come Donatio Carisiaca, donazione di Pipino, patto di Quierzy o donazione di Quierzy) fu un atto sottoscritto dal re dei Franchi Pipino il Breve nel 754. È il documento con il quale Pipino promise che avrebbe restituito una serie di territori liberati dai Longobardi non all'Imperatore bizantino ma alla Sede Apostolica. L'aggettivo carisiaca deriva dal nome latino di Quierzy (Carisium). L'atto segna l'inizio della protezione dei Franchi sulla Sede Apostolica.

## Antefatto
Nel 751 i longobardi conquistarono Ravenna. Passò sotto il dominio germanico l'Esarcato d'Italia, di cui faceva parte anche il Ducato di Roma. Il re longobardo Astolfo non attaccò direttamente Roma, ma continuò a soggiornare nella sua capitale, Pavia.
Due anni dopo l'imperatore bizantino Costantino V decise di chiedere ad Astolfo la restituzione dei territori sottratti. Siccome l'ultimo esarca Eutichio aveva abbandonato Ravenna, l'unica personalità in grado di eseguire la missione era il pontefice romano. Sedeva sul trono di Pietro papa Stefano II (752-757). Il pontefice fu raggiunto nell'Urbe da un alto dignitario (silentiarius) della corte imperiale, Giovanni, partito appositamente da Costantinopoli. Nell'ottobre 753 i due partirono da Roma e si recarono da Astolfo a Pavia. L'imperatore aveva ufficialmente incaricato il papa di trattare con il re longobardo la restituzione delle città occupate. Giovanni, da parte sua, consegnò ad Astolfo una o più lettere di Costantino V. La missione non ebbe successo. Esaurito il suo compito, il silentiarius Giovanni tornò a Roma.

## Viaggio di Stefano II presso i Franchi
Stefano II invece proseguì il suo viaggio e si recò in Francia, alla corte del re Pipino il Breve. Lo raggiunse il 6 gennaio 754 a Ponthion (90 km a sud di Reims), dove Pipino aveva una delle sue residenze. Il papa spiegò al re franco che, con la scomparsa della presenza bizantina in Italia, la città di Roma si sarebbe trovata in grave pericolo. Era dunque a beneficio di San Pietro apostolo che il re dei Franchi sarebbe dovuto intervenire. Non si trattava quindi di difendere una città, sebbene una città importante come Roma, ma la Sancta Dei ecclesia reipublicæ Romanorum, cioè il "bene comune" costituito dalla santa Chiesa di Dio. Con questa nuova formula il pontefice intese aggirare la mancanza di un mandato diretto dell'imperatore a trattare con il re dei Franchi. 
L'accordo consisteva infatti nel consegnare le terre recuperate non all'imperatore, bensì a Petrus apostolos. Pipino avrebbe donato i territori a San Pietro apostolo e, per lui, al pontefice regnante e ai suoi successori in perpetuo. La donazione promessa aveva come oggetto Ravenna e tutte le altre città dell'Esarcato e della Pentapoli che re Astolfo aveva preso a partire dalla sua ascesa al trono, nel luglio 749. L'atto rappresentava anche una garanzia, ai fini della salvaguardia dell'ex ducato di Roma, offerta dai Franchi.
Pipino convocò i nobili di Francia. Alcuni mesi dopo, il 14 aprile, nella villa reale di Carisium (Quierzy, 90 km a Nord di Reims), l'assemblea dei nobili ratificò la Promissio. I termini dell'accordo erano i seguenti:
- Pipino si impegnava a fermare con le armi i Longobardi ed a costringere il loro re a restituire le terre già appartenute all'Esarcato di Ravenna (compresa la Pentapoli) e al Ducato romano;
- Papa Stefano II in cambio consacrava solennemente la dinastia carolingia, di fatto cancellando l'onta dell'usurpazione del trono ai danni della legittima dinastia dei Merovingi, e concedeva inoltre a Pipino il prestigioso titolo di Patricius Romanorum (protettore di Roma e della cristianità, fino ad allora riservato all'esarca bizantino). Ciò avvenne effettivamente il 28 luglio 754: quel giorno, nel monastero di Saint Denis, papa Stefano conferì a Pipino e ai suoi due figli l'unzione regia, ripetendo e confermando con l'autorità papale la consacrazione che tre anni prima era stata impartita a Pipino dall'arcivescovo Bonifacio[5].

## Attuazione dell'accordo

### Pipino manca di attuare lapromissio
Il presupposto per l'attuazione della promissio era la distruzione del regno longobardo manu militari. Successivamente il re dei Franchi avrebbe dato attuazione alla Promissio. Secondo i patti, i Franchi avrebbero annesso la Langobardia Maior, mentre alla Santa Sede sarebbero andati gli ex territori bizantini d'Italia. La linea di confine tra i due dominii iniziava dalla costa del mar Tirreno in corrispondenza di Luni e giungeva a Monselice, ai confini con il territorio bizantino della Venetikà (Venezia).
Nel 755 Pipino sconfisse Astolfo alle chiuse (fortificazioni di confine) della Val di Susa. Il re longobardo promise la restituzione di Ravenna cum diversis civitatibus(Prima pace di Pavia, giugno 755), ma non mantenne i patti. Nella primavera del 756 Pipino scese di nuovo in Italia ma, contrariamente ai suoi piani, non riuscì ad annientare il regno longobardo. Si giunse a una pace siglata a Pavia (Seconda pace di Pavia, giugno 756). Astolfo capitolò e dovette accettare dure condizioni: la consegna di un terzo del tesoro della corona longobarda, il versamento di un tributo annuale a Pipino e la cessione della città di Ravenna e delle altre città precedentemente conquistate. Il regno longobardo conservò comunque l'indipendenza per altri vent'anni con altri tre monarchi. La vittoria franca, quindi, non consentì a Pipino la piena attuazione della promissio. Pipino non tornò più in Italia e morì nel 768 senza aver mai messo piede a Roma.

### Carlo Magno dà attuazione allapromissio
Il 5 giugno 774 Carlo Magno, figlio e successore di Pipino, prese Pavia, sancendo la fine del regno longobardo. Dal momento che la promissio del suo predecessore non era stata resa esecutiva, egli si recò a Roma dove fece redigere una seconda promessa di donazione, che confermava quella precedente.
Il biografo di papa Adriano I (772-795) redasse una sintesi del documento. Esso contiene un elenco dei territori che sarebbero spettati alla Diocesi di Roma dopo la sconfitta definitiva dei Longobardi. In base agli accordi presi da papa Stefano II e re Pipino, la delimitazione dei rispettivi dominii era costituita dalla direttrice Luni - Monselice. Spettavano quindi al Patrimonium Sancti Petri tutte le città della pianura cispadana da Parma a Rimini con l'aggiunta di Mantova. A sud la linea di confine era rappresentata dalla dorsale dell'Appennino centrale e meridionale, includendo i ducati di Spoleto e di Benevento.
La donazione fu perfezionata da Carlo Magno secondo una tipica procedura romano-germanica: il 6 aprile 774 i convenuti si riunirono davanti alla tomba di Pietro apostolo. Qui fu data lettura dell'atto; dopo la lettura il re franco appoggiò il documento sul sepolcro e, su di esso, pose le chiavi della città (claves portarum civitatum). Il gesto stava a significare l'avvenuto trapasso della proprietà dei territori testé menzionati alla Sede di San Pietro. Il 7 luglio successivo il re dei Franchi entrò in Pavia e il 16 luglio si fregiò del triplice titolo di Rex Francorum et Langobardorum atque Patricius Romanorum.

## Conclusione
I territori di cui la Santa Sede chiedeva la restituzione appartenevano a tre tipologie diverse:
- Territori strappati ai bizantini dal re Astolfo (salito al potere nel 749);
- Territori che erano bizantini nel 680, quando fu conclusa una pace tra longobardi e impero;
- Territori conquistati dai longobardi nei primi anni dopo l'invasione dell'Italia.

L'insieme era molto eterogeneo, estendendosi dalla Corsica all'Istria, da Mantova al ducato di Tuscia.
Papa Adriano I, con molto senso della realtà, avanzò richieste solo su territori che confinavano con il Lazio. Fu così che ottenne da Carlo Magno una parte della Sabina (781); una serie di città da Soana a Populonia a nord e, a sud, Sora, Arpino, Arce e Aquino (787).
L'insieme dei territori cui la Sede Apostolica aspirò con Stefano II assomigliava molto all'Italia Suburbicaria di romana memoria. Quello che ottenne effettivamente invece parve ricalcare il distretto giudiziario del praefectus urbi, che si estendeva sul Lazio per cento miglia romane sia nord che a sud dell'Urbe, cioè da Talamone, presso il Monte Argentario, fino a Minturno, sul fiume Liri.